# شیر و شکر
شیر و شکر عبارت است از یک تعداد رباعیات مخصوص محلی و مردمی است که از صفحات شمال افغانستان برخاسته است. سرایندۀ این شعرها بابه قِران ،بنگیچه تاشقرغانی و سایر باشندگان تاشقرغان و مزارشریف است. در این شهرها، نوجوانان درکوچه‌ها  یکدیگر را مخاطب قرار داده و می‌سرایند.وهر کسی که مسابقه را باخت سر آن خاریده می‌شود. این رباعیات شعرهای خوب و هم خراب دارد. آوازخوانان مزار شریف منجمله بنگیچه تاشقرغانی بنیان‌گذار آهنگ‌های فی البدیعه(شعرجنگی)و شیروشکر ،بعضابه (دری،ازبکی) به سبک رباعی‌های کوچه باغی که توسط دو او از خوان سرایده میشده می‌باشد. بنگیچه از سال (۱۳۴۸ الی۱۳۵۹) درین عرصه پیشقدم بوده.او کست‌های دوگانه ای با او از خوان‌های مرد با( با به قیران،بابه نور، حمیدالله، قمبر، ونظرمحمدبلخی) ثبت کرده بود. هم چنان او با آواز خوانان بخش اناث با (ماری مهتاب ظاهری، گل غوتی،نجیبه سوسن، فروزان، وعایشه... ) کست‌های جوره را ابتدا در مزارشریف وبعدا در افغان موزیک کابل ثبت کرده که آهنگ‌های شیروشکر را با ایشان سروده بود.که 
پس از دهۀ پنجاه خورشیدی این  رباعیات را با کمپوزهای محلی در رادیو کابل سرودند و آهسته آهسته درسراسر کشور رواج پیدا کرد. هنرمندان لوگری و خرابات که در سرودن و نواختن شهرت داشتند، از خواندن‌های شیر و شکر استفاده نموده به شهرت خود دو چندان افزودند، که می‌توان از ببلتون، فیض کاریزی، پسران هماهنگ و غیره نام برد. این سبک امروز در سراسر جهان توسط افغانان آوازخوانان تاجیکستانی و بعضی از هنرمندان ایرانی سروده می‌شود که بنام اهنگ‌های قطغنی یاد می‌شوند.